# Еклиптика
Еклиптиката е сечението на равнината, в която лежи земната орбита, с  небесната сфера. Наблюдавано от Земята, в различни моменти от годината, Слънцето се проектира съответно в различни точки от небесната сфера: очертаната от тях траектория е наблюдаемата еклиптика. Неговото привидно движение се повтаря след времето, при което Земята извършва една обиколка около него, т.е. за 1 година.
Орбитите на планетите от Слънчевата система не са много наклонени спрямо земната орбита, затова планетите се наблюдават от земния наблюдател близо до еклиптиката. Съзвездията, които се пресичат от еклиптиката, е прието да се наричат зодиакални.
Понеже дължината на еклиптиката е 360°, а в годината има ~365 дни, видимо Слънцето се премества по еклиптиката с около 1° на ден. Това движение става от запад на изток, противоположно на денонощното движение на Слънцето от изток на запад.
Еклиптиката и небесният екватор се пресичат в две точки – пролетното и есенното равноденствие. В моментите на равноденствие, денят е равен на нощта. Перпендикулярната на еклиптиката права, минаваща през центъра на Земята, пробожда небесната сфера в две точки – северен еклиптичен полюс и южен еклиптичен полюс, наименувани на най-близкия от небесните полюси. Един еклиптичен полюс отстои на 23,5° от по-близкия едноименен полюс. Точките от еклиптиката, които са най-отдалечени от небесния екватор, се наричат слънцестояния.